# Tic Tac Toe
Tic Tac Toe (Тік Так Тоє) — німецький жіночий поп-гурт, що заснований у 1995 році, який за кілька років розпався через конфлікти між учасницями гурту. Назва гурту перекладається з англійської мови як «хрестики-нулики». За час існування гурт продав більш ніж 3 млн примірників альбомів.

## Учасниці
- Лі: Liane Claudia Wiegelmann
- Джазі: Marlene Victoria Tackenberg
- Рікі: Ricarda Nonyem Priscilla Wältken
- Зара: Sara Brahms

## Історія гурту
Гурт заснували у 1995 році учасниці, які познайомились на фестивалі хіп-хопу. Першим їх синглом стала пісня «Ich Find' Dich Scheiße». Успіх синглу гурт закріпив, випустивши дебютний альбом Tic Tac Toe, який став платиновим. Далі були два сингли «Funky» та «Leck Mich am A, B, Zeh». Наступним синглом гурту став «Verpiss' Dich» який сягнув першого рядка у хіт-парадах і також став платиновим.
У 1997 році гурт випустив другий платиновий альбом «Klappe Die 2te» (нім. другий клапан), в якому був найвідоміший хіт гурту «Warum?» (нім. «Чому»?). Пісня протрималась 7 тижнів на верхівці хіт-параду. Два альбоми Tic Tac Toe були продані загальним тиражем більш як 3 млн копій.
В цьому ж році гурт дав перший концерт, який пройшов у Швеції, потім вирушили у турне 16-ма містами Німеччини.
Попри професійні успіхи учасниці гурту постійно сварились. За вимогами компанії звукозапису дівчата у інтерв'ю стверджували, що їм виповнилось по 18 років, хоча насправді Лі було 22 роки, Джазі — 21, а наймолодшій Рікі — 19 років. В березні 1997 року пресі стали відомі справжній вік учасниць гурту, а також подробиці особистого життя Лі — вона була одружена, а її чоловік нещодавно закінчив життя самогубством.
Скандали у пресі і проблеми зі здоров'ям Рікі призводили до частого зриву концертів.
Восени 1997 року після скандальної пресконференції Рікі залишила гурт. Заміною їй стала Зара Брамс.
У 2004 році Джазі невдало намагалась почати сольну кар'єру. У грудні наступного року гурт випустив новий сингл «Spiegel», який досяг 7 місця у чарті German Media Control single chart. В лютому 2006 року тріо випустило альбом «Comeback», який став їх першою роботою за останні п'ять років. Цей альбом здобув успіх, але не такий як їхні попередні альбоми. Через низький рівень продажу дисків рекордингова компанія закрила проєкт.

## Дискографія

### Альбоми
- 1996 — Tic Tac Toe
- 1997 — Klappe die 2te
- 2000 — Ist der Ruf erst ruiniert
- 2006 — Best of
- 2006 — Comeback

### Сингли
- 1995 — Ich Find' Dich Scheisse
- 1996 — Funky
- 1996 — Leck mich am A, B, Zeh
- 1996 — Verpiss' Dich
- 1997 — Warum?
- 1997 — Mr. Wichtig
- 1997 — Ich Wär' so Gern so Blöd wie Du
- 1997 — Bitte Küss Mich Nicht
- 1999 — Nie wieder
- 2000 — Ist der Ruf erst ruiniert
- 2000 — Isch liebe disch
- 2000 — Morgen ist heute schon gestern
- 2005 — Spiegel
- 2006 — Keine Ahnung